# Restitutore analogico

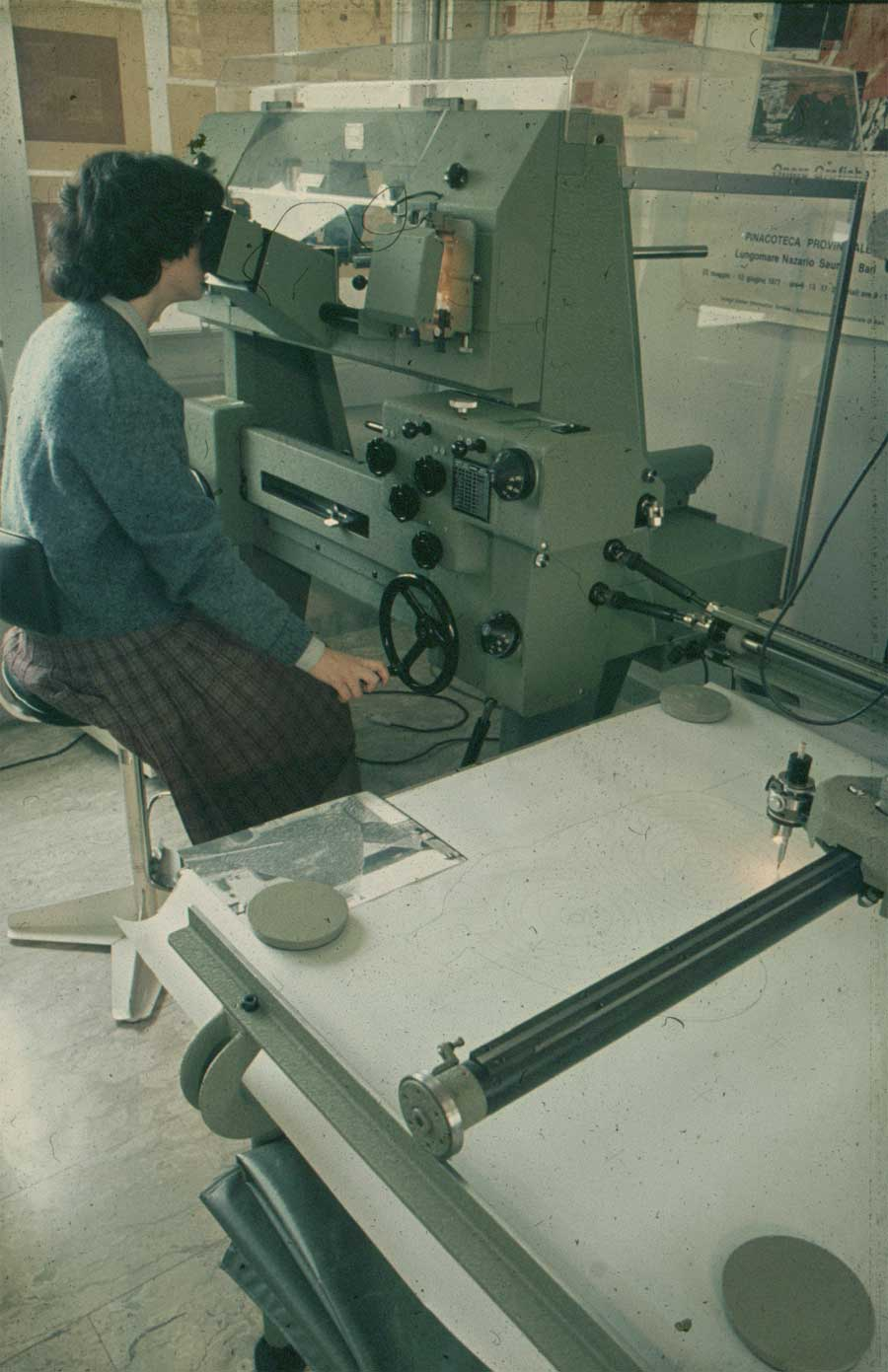
Restitutore Wild A40

Il restitutore analogico è uno speciale stereoscopio utilizzato nell'osservazione di fotogrammi stereometrici.

## Caratteristiche
Il restitutore analogico è in grado di:
- ricostruire l'orientamento relativo dei fotogrammi stereometrici esistente nella ripresa effettuata o con il fototeodolite o la camera metrica;
- osservare stereoscopicamente la stessa coppia di fotogrammi, su ognuno dei quali viene proiettata una marca di riferimento mobile;
- comandare manualmente, con l'aiuto di ruotismi, i movimenti dei due riferimenti sui fotogrammi;
- trasmettere i movimenti dei ruotismi ad un pantografo.

## Marca mobile
Nell'osservazione stereoscopica, possibile grazie agli oculari del reestitutore, le marche di riferimento, proiettate sui fotogrammi, si fondono in un unico riferimento, chiamato marca mobile che può spostarsi:
- nella direzione orizzontale dell'asse x, grazie ad una manovella posta a destra dell'operatore. Questo comando non fa altro che far scorrere simultaneamente i due riferimenti, proiettati sui fotogrammi, nella direzione dell'asse x dei riferimenti piani  esistenti sui due fotogrammi stereometrici;
- nella direzione verticale dell'asse z, grazie ad una manovella posta a sinistra dell'operatore, la cui rotazione determina spostamento simultaneo dei due riferimenti nella direzione dell'asse y dei riferimenti dei fotogrammi;
- nella terza direzione y, spostando orizzontalmente solo il riferimento di uno dei fotogrammi, in modo da ridurre o aumentare la distanza tra i riferimenti stessi.  Questo spostamento viene comandato dal piede destro dell'operatore, tramite la rotazione di un disco.

Il piede sinistro dell'operatore, infine, comanda, tramite un pedale, l'abbassamento della punta scrivente dell'autografo.

### Autografo Wild A2

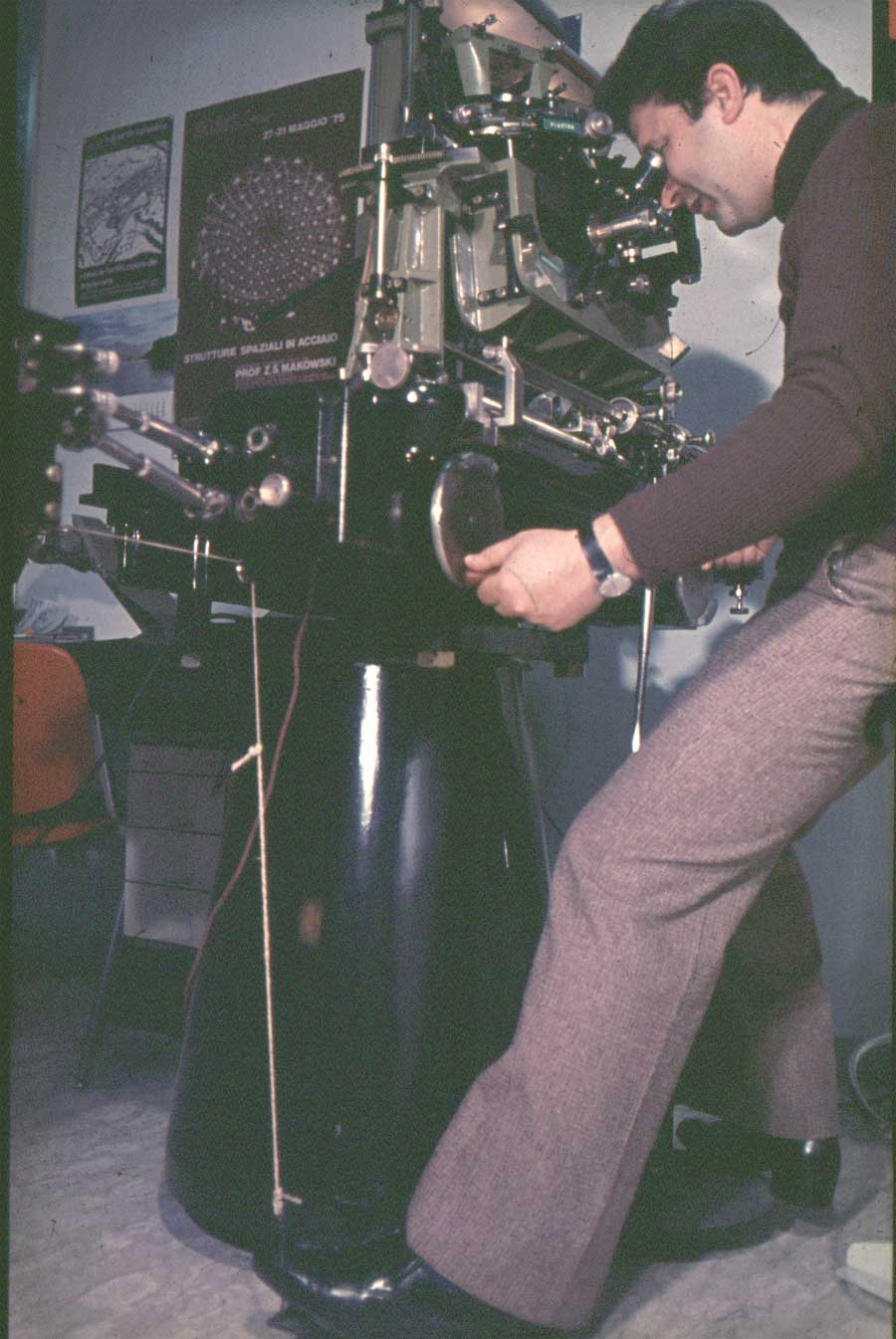
Restitutore fotogrammetrico universale Wild A2

L'autografo Wild A2 è un restitutore universale, cioè in grado di ricostruire la posizione di fotogrammi comunque orientati.

### Autografo Wild A40
L'autografo Wild A40', è un restitutore in grado di ricevere solo fotogrammi scattati nel rispetto del caso normale, cioè con assi ottici delle camere metriche disposti ortogonalmente alla base. Il suo funzionamento è analogo a quello del Wild A2, ma le operazioni per l'inserimento delle lastre, nel caso sia stato già tarato per una camera metrica (nel caso particolare la Wild C120), dura 5 minuti a differenza dei  20-30 minuti richiesti dal primo. Anche le operazioni di taratura erano abbastanza semplici, considerato che la camera stereometrica veniva fornita dalla casa costruttrice con una coppia di fotogrammi, derivanti dalla ripresa di un campo di prova. Questo  era costituito da quattro mire, disposte a T su un terreno piano, le cui coordinate, nel sistema di riferimento della camera, avevano coordinate A(-9.40, 16), B(0.60,16), C(10.60, 16) e D(0.60, 6). Per ogni tipo di camera la  taratura dell'autografo, prima di effettuare qualsiasi restituzione di fotogrammi della camera stessa, veniva fatta una sola volta. In pratica si sistemava sul pantografo un disegno planimetrico, in scala, dei quattro punti e si effettuava una verifica. In caso di risultati negativi, si procedeva alla correzione degli errori con l'uso di viti micrometriche, che intervenivano sull'eventuale convergenza delle lastre e sul possibile dislivello.